# 索斯尼夫卡 (杜布諾區)
50°19′13″N 25°56′27″E / 50.32028°N 25.94083°E
索斯尼夫卡（烏克蘭語：Соснівка），是烏克蘭的村落，位於該國西北部羅夫諾州，由杜布諾區負責管轄，始建於1949年，面積1.32平方公里，海拔高度235米，2020年人口375，人口密度每平方公里342.2人。